# Paolo Rossi (filósofo)
Paolo Rossi (Urbino, 30 de diciembre de 1923 - Florencia, 14 de enero de 2012) fue un filósofo e historiador de la ciencia italiano. 

## Biografía
Estudió en Ancona y luego en Bolonia, donde se matriculó en filosofía en 1942. En 1962 al ser adoptado por una tía materna (Elena Monti), su nombre y el de sus hijos pasó a ser Rossi Monti, pero ha mantenido en sus escritos el apellido, común en Italia, inicial. 
Se licenció en 1946 en la Universidad de Florencia, con Eugenio Garin, con el que logró en 1947 su llamado diploma de perfeccionamiento. Entre 1947 y 1949 enseñó historia y filosofía en el instituto "Plinio il Giovane" de Città di Castello (Perugia). Entre 1950 y 1959 fue asistente de Antonio Banfi en la Universidad de Milán. Entre tanto (1950-1955) trabajó en la Enciclopedia infantil en la editorial Arnoldo Mondadori. 
A partir de 1955 enseñó historia de la filosofía: en la Universidad de Milán, hasta 1961, en Cagliari (1961-1962) y luego en Bolonia, hasta 1966. A partir de ese año se estableció definitivamente en Florencia, donde ha desempeñado una cátedra de filosofía hasta su jubilación en 1999.
Ha editado a muy distintos autores, como Cattaneo (en Mondadori), Bacon (en UTET), Vico (en Rizzoli), Diderot (en Feltrinelli) —el mayor ilustrado, dice— y Rousseau (en Sansoni). Asimismo ha dirigido colecciones científicas y filosóficas para las editoriales Feltrinelli, Sansoni, La Nuova Italia y más tarde para el editor especializado Olschki (con Walter Bernardi).

## Temas
Su indagación se ha centrado en historia de filosofía y de la ciencia. Su atención correspondió inicialmente a la época comprendida entre  el siglo XVI al XVIII. Ha estudiado a fondo a Bacon y a Vico, pero su interés por la Revolución científica del siglo XVII y sus innovaciones se ha mantenido a lo largo de su vida. 
Destacó por dos libros clásicos hoy, Francesco Bacone. Dalla magia alla scienza (1957) y Clavis Universalis (1960), que junto con I filosofi e le macchine (1962), Le sterminate antichità (1969) e I segni del tempo (1979) desarrollan todos sus temas centrales: el par magia-ciencia (tan entremezclado en el siglo XVI), la idea "tecnológica", la lengua perfecta, la idea de Vico sobre los antiguos, la correlación entre las historias natural y humana.
Ha desarrollado de muchas maneras la combinación y confrontación entre cultura analógica y cultura cuantificadora, que trabajaron a veces al tiempo Walter Pagel, Frances Yates, Eugenio Garin, D. P. Walker, Charles Webster, Allen G. Debus o Paola Zambelli. En este y otros puntos se ha separado de una parte del pensamiento francés y se ha acercado más a la perspectiva anglosajona.

## Reconocimientos
En 1972 fue elegido miembro de Consiglio Nazionale delle Ricerche, siendo reelegido en 1977). Ha sido presidente de la Sociedad Filosófica Italiana (1980-1983) y de la Sociedad Italiana de la Historia de la Ciencia (1983-1990). Fue socio de la Accademia Pontaniana de Nápoles desde 1981, socio de la Accademia Nazionale dei Lincei, 1988 y 1992. 
En 1985 fue condecorado con la medalla George Sarton de historia de la ciencia (concedida por la History of Science Society).

## Obras
- Giacomo Aconcio, 1952.
- Francesco Bacone. Dalla magia alla scienza, Turín, Einaudi, 1957. Tr.: Francis Bacon. De la magia a la ciencia, Madrid, Alianza, 1991
- Clavis Universalis: arti della memoria e logica combinatoria da Lullo a Leibniz, 1960. Clavis Universalis, México, FCE, 1992
- I filosofi e le macchine 1400-1700, Milán, Feltrinelli, 1962. Tr.: Los filósofos y las máquinas 1400-1700, Labor, 1966
- Le sterminate antichità: studi vichiani, Pisa, Nistri, 1969
- Aspetti della rivoluzione scientifica, Nápoles, Morano, 1971
- La rivoluzione scientifica, Turín, Loescher, 1973
- Immagini della scienza, Roma, Riuniti, 1977
- I segni del tempo: storia della Terra e storia delle nazioni da Hooke a Vico, Milán, Feltrinelli, 1979
- La nuova ragione. Scienza e cultura nella società contemporanea, Bolonia, Il Mulino, 1981
- I ragni e le formiche: un'apologia della storia della scienza, Il Mulino, 1986. Tr.: Las arañas y las hormigas: una apología de la historia de la ciencia, Barcelona, Crítica, 1990
- Storia della scienza moderna e contemporanea, Tea, 1988
- La scienza e la filosofia dei moderni, Bollati Boringhieri, 1989
- Il passato, la memoria, l'oblio, 1991 (Premio Viareggio 1992)
- La filosofia, 4 vols., Turín, UTET, 1995, como director
- La nascita della scienza moderna in Europa, 1997. El nacimiento de la ciencia moderna, Barcelona, Crítica, 1998
- Le sterminate antichità e nuovi saggi vichiani, Florencia, La Nuova Italia, 1999
- Un altro presente, Il Mulino, 1999
- Bambini, sogni, furori: tre lezioni di storia delle idee, Milán, Feltrinelli, 2001
- Speranze, Il Mulino, 2008
- Mangiare: bisogno, desiderio, ossessione, Il Mulino, 2011.